# Balderich II. von Lüttich

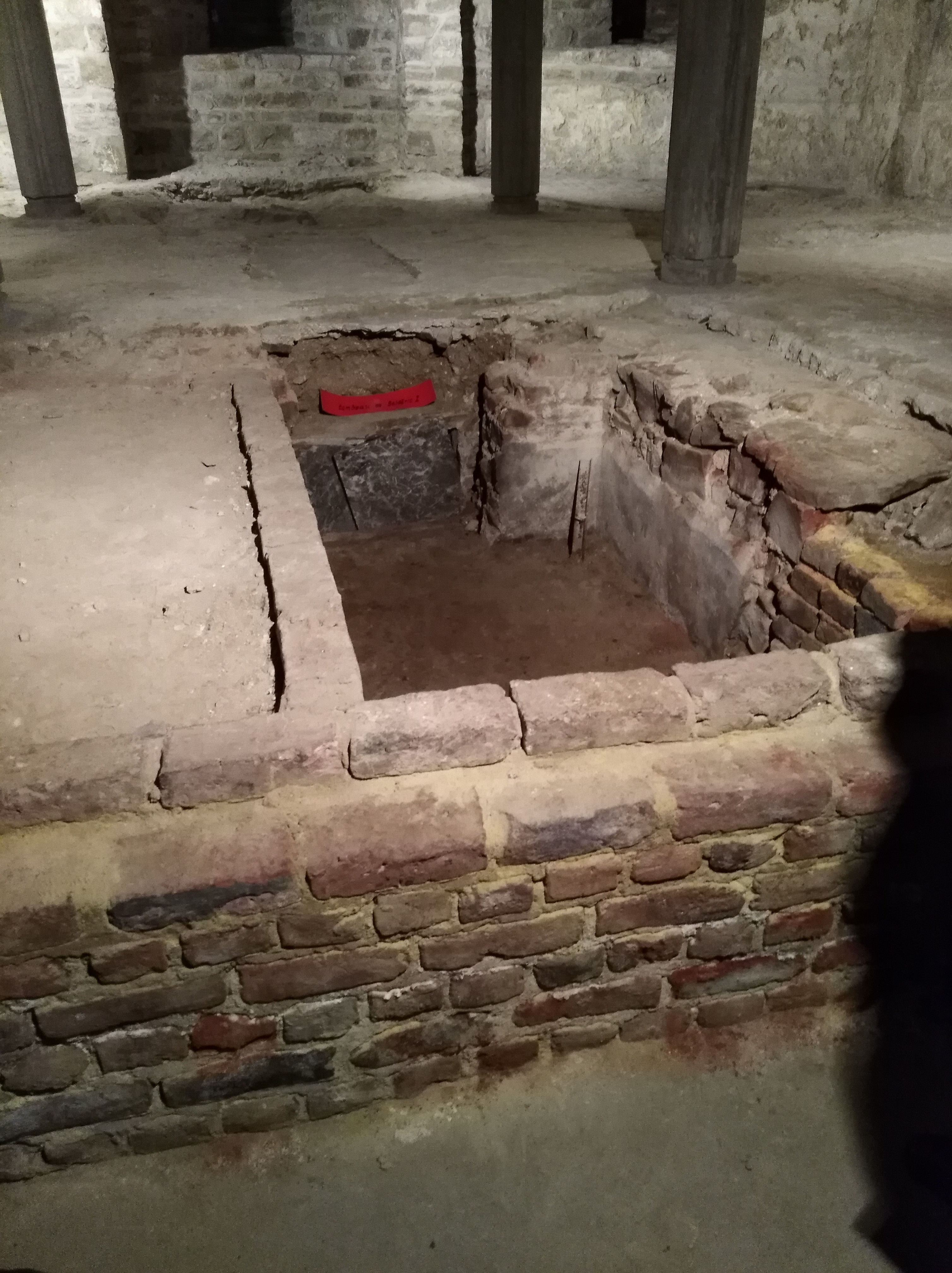
Grab von Balderich II. in der Krypta von St. Jacob

Balderich II. von Lüttich (auch Balderich von Looz) († 29. Juli 1018 in Heerwarden) war von 1008 bis 1018 Bischof von Lüttich. 

## Leben
Er war Sohn von Otto von Looz und seiner Frau Lutgarde. Ein Bruder war Graf Giselbert von Looz.  Er war wohl ein Neffe des 959 verstorbenen Bischofs Balderich I. von Lüttich und Großneffe des 975 verstorbenen Bischofs Balderich von Utrecht. 
Balderich war vor seiner Erhebung zum Bischof Güterverwalter des Klosters St. Emmeran in Regensburg. Er war möglicherweise auch Teil der Hofkapelle Ottos III. und Heinrichs II.
Als  Gefolgsmann von Heinrich II. hat er diesem auch das Bischofsamt zu verdanken. Bald nach dem Beginn seines Episkopats schenkte der König der lütticher Kirche und Bischof Balderich einen königlichen Forst rechts der Maas mit dem zugehörigen Wildbann. Kurze Zeit später folgte die Schenkung des Wauerwaldes (Waverwald) in der Grafschaft Antwerpen. Diese Schenkungen waren von erheblicher Bedeutung. Die erste Schenkung festigten den Besitz der Grafschaft Huy und erweiterten sie. Durch sie zweite Schenkung erfolgte die Stärkung der lütticher Besitzungen um Mechelen, die außerhalb der Bistumsgrenzen lagen. 
Er nahm 1012 an der Nationalsynode in Koblenz teil, auf  der es um den rebellischen Bischof Dietrich von Metz ging. Im selben Jahr verbrachte Heinrich II. Ostern in Lüttich. Ebenfalls 1012 wurde die Abtei von Florennes unter Oberherrschaft der lütticher Kirche gegründet.
Zum Schutz seines Herrschaftsgebiets ließ er die Burg Huguard anlegen. Dies führte zu einem Konflikt mit dem Grafen Lambert von Löwen. Im Jahr 1013 kam es zu einem Treffen der Truppen beider Seiten. Dabei ging der Graf Robert von Namur auf die Seite des Löweners über. Dadurch erlitten die bischöflichen Truppen eine schwere Niederlage, ohne dass sich dies auf Dauer auf die Macht des Bischofs ausgewirkt hätte. 
Balderich weihte 1015 die Lambertuskathedrale Lüttich. Er gründete 1016 in Lüttich das Kloster St. Jacob und machte Abt Olbert von Gembloux zu dessen Leiter. Einer der Schüler Otberts verfasste um 1053 eine Vita über den Bischof. Im Jahr 1016 vermachte ein Verwandter des Bischofs seinem Besitz der lütticher Kirche. Auch der Bischof schenkte seinen Eigenbesitz dem Bistum.
Der Bischof beteiligte sich 1018 mit dem Aufgebot seines Herrschaftsgebietes an einem Feldzug der Niederlothringer gegen die Friesen. Er war dabei schon sehr krank und ist in Heerwarden an der Maas gestorben.
Nach seinem Tod wurde er in dem von ihm gegründeten Kloster St. Jacob in Lüttich bestattet.